# Павлов, Платон Васильевич
Павлов, Платон Васильевич (7 [19] октября 1823 — 29 апреля [11 мая] 1895) — российский педагог-историк.

## Биография
Родился 7 (19) октября 1823  года в семье помещика села Таможенного Нижегородского уезда П. Ф. Козлова. 
В 1844 году окончил курс в Главном педагогическом институте, при котором и был оставлен. В 1847 году получил степень магистра греческой словесности и в том же году был назначен в Киевский университет адъюнкт-профессором по кафедре русской истории. В 1849 году П. В. Павлов был удостоен Московским университетом степени доктора исторических наук, политической экономии и статистики и был назначен профессором.
В бытность свою профессором в Киеве Павлов распространил область преподавания истории, первый в России введя в неё в 1858 году «Курс истории пластических искусств, в связи с развитием культуры»; он же устроил при Kиевском университете музей изящных искусств, положив начало и специальной при нём библиотеке по части искусств.
К тому же времени относится и главная заслуга Павлова — организация в Киеве, а затем и в Санкт-Петербурге, куда он в 1859 году был переведён членом археографической комиссии, первых в России воскресных школ.
В 1861 году он был избран профессором русской истории в Санкт-Петербургском университете, но не прочёл в нём ни одной лекции, потому что сначала был в отпуске, затем последовало временное закрытие университета, а 5 марта 1862 года Павлов был арестован и 6 марта административным порядком выслан был в Ветлугу за то, что, на публичном чтении в пользу нуждающихся литераторов, закончил свою речь о тысячелетии России следующими словами:

Россия стоит теперь над бездной, в которую мы и повергнемся, если не обратимся к последнему средству спасения, к сближению с народом. Имеющий уши слышать, да слышит.
Современники считали Павлова «не совсем нормальным человеком», «в разговоре он производил тяжёлое впечатление психически больного». В доносе агента III отделения было отмечено, что Павлов читал «особенным восторженным, пророческим, громогласным голосом, поднимая часто вверх руку и указательный палец», а один из присутствовавших на чтении современников свидетельствовал, что «все чтение [Павлова] получило заметно выкрикивающий характер». 
Через некоторое время ссылка Павлова была смягчена переводом в Кострому, а в 1866 году ему было разрешено вернуться, после чего он жил в Царском Ceле, преподавая статистику в Константиновском военном училище; в 1870 году назначен членом археографической комиссии, где подготовил к изданию сибирские летописи, а в 1875 году утверждён ординарным профессором Киевского университета по вновь учреждённой кафедре истории и теории искусств, которую занимал до 1885 года.

## Литературная деятельность
Литературную свою деятельность Павлов начал переводами в «Отечественных Записках» на студенческой скамье. Большие надежды, которые Павлов рано возбудил, он оправдал своим первым крупным трудом: «Об историческом значении царствования Бориса Годунова» (1849; перепечатан в 1863, — докторская диссертация Павлова), обратившим на себя всеобщее внимание. Затем последовали его статьи: «О земских соборах XVI и XVII столетий» («Отечественные Записки», 1860, № 1 и 2), «Тысячелетие России» («Академический месяцеслов на 1862 год»; отдельно, Санкт-Петербург, 1963). Судя по последней работе, у него были широкие планы изучения русской истории, в правильном понимании которой он видел самопознание народа; все больше и больше, также, он увлекался историей культуры.
Ссылка 1862 г. застала Павлова в самом расцвете умственной жизни, но когда он, много лет спустя, возобновил прерванные труды, то силы, подорванные тяжелыми условиями жизни во время ссылки и в первые годы после возвращения оттуда, уже оказались недостаточными, чтобы довести их до конца; его «Опыт введения в историю» («Отечественные Записки», 1874, № 5 и 6) и «Введение в науку об искусстве» («Kиевские Университетские Известия», 1880) дают только указание на то, что он мог бы сделать при других обстоятельствах.
Другие печатные труды Павлова:
- «Сравнительная статистика России» (1869, курс, прочитанный в Константиновском училище),
- «Карманная книжка сравнительной статистики России, с картой промышленности» (1869),
- «О значении некоторых фресков Киево-Софийского собора» («Труды III археологического съезда», Киев, 1874),
- «О предмете кафедры теории и истории искусств» («Труды IV археологического съезда» в Казани, 1877),
- Статьи по истории искусств и внешней политике в «Отечественных Записках», «Современнике», «Пчеле», «Художественных Ведомостях» и др.